# トポイソメラーゼ阻害薬
トポイソメラーゼ阻害薬（トポイソメラーゼそがいやく、英: topoisomerase inhibitor）は、トポイソメラーゼの作用を遮断する化合物である。トポイソメラーゼは、大きくI型トポイソメラーゼ（TopI）とII型トポイソメラーゼ（TopII）に分けられる。トポイソメラーゼは細胞の複製過程やDNAの組織化に重要な役割を果たしており、DNAの一本鎖または二本鎖を切断することで、超らせん構造の緩和やカテナン構造の解消、真核細胞の染色体の脱凝集などの過程を媒介している。トポイソメラーゼ阻害剤は、こうした生存に必須の細胞過程に影響を与える。一部のトポイソメラーゼ阻害剤はDNA二本鎖切断を妨げ、他のものはトポイソメラーゼ-DNA複合体に結合して再ライゲーションの段階を妨げる。一本鎖・二本鎖切断が未修復のまま残されることでアポトーシスと細胞死が引き起こされるため、こうしたトポイソメラーゼ-DNA-阻害剤複合体は細胞傷害性因子となる。このように、トポイソメラーゼ阻害剤はアポトーシス誘導能を有し、感染細胞やがん細胞に対する治療薬として大きな関心を集めている。

## 歴史
1940年代、アルバート・シャッツ、セルマン・ワクスマン、ボイド・ウッドラフ等の研究者によって抗生物質探索手法が大きく改良されたことで、新規抗生物質の探索に多くの労力が払われるようになった。20世紀半ばから末にかけての抗菌薬や抗がん薬の探索でTopI、TopII阻害剤に多数のファミリーが存在することが明らかにされ、1960年代だけでもカンプトテシン、アントラサイクリン、エピポドフィロトキシン系の薬剤が発見された。最初のトポイソメラーゼ阻害剤や、その抗がん薬や抗菌薬としての可能性に関する知識が得られたのは、1971年のJim Wangによるトポイソメラーゼの発見（大腸菌のωタンパク質、TopI）よりも先であった。1976年、Gilbertらが細菌のTopII型DNAジャイレースの発見について詳細を記し、クマリンやキノロン系の薬剤による阻害について議論を行ったことで、トポイソメラーゼを標的とした抗菌薬や抗がん薬に対し大きな関心が寄せられるようになった。また、トポイソメラーゼ阻害剤は重要な実験ツールとしても利用され、いくつかのトポイソメラーゼの発見に寄与してきた。一例として、キノロン系のナリジクス酸は細菌のTopIIタンパク質の解明の助けとなった。トポイソメラーゼ阻害剤の由来はさまざまであり、一部は植物（カンプトテシン、エトポシド）や細菌試料（ドキソルビシン、インドロカルバゾール）から抽出された天然物に由来し、また他のものは純粋に化学合成されたもので、その多くは偶然発見されたものである（キノロン、インデノイソキノリン）。発見後、分子構造の微調整によってより安全で、効力が高く、より容易に投与できるような誘導体の作製が行われている。現在、トポイソメラーゼ阻害薬は医学的用途で利用される抗菌薬や抗がん薬の中で大きな位置を占めており、ドキソルビシン（アントラサイクリン系、TopII阻害薬）、エトポシド（TopII阻害薬）、シプロフロキサシン（フルオロキノロン系、TopII阻害薬）、イリノテカン（カンプトテシン誘導体、TopI阻害薬）は2019年のWHO必須医薬品モデルリストに収載されている。

## トポイソメラーゼI阻害薬

### 機構
TopIは、複製や転写時に超らせん構造を緩和する。正常条件下ではTopIはDNAの骨格を攻撃し、TopI-DNA中間体を形成して切断鎖をらせん軸周囲に回転させる。その後、TopIは切断鎖を再ライゲーションすることで、二本鎖DNAを再形成する。TopI阻害剤処理によって切断中間体は安定化され、その結果DNAの再ライゲーションが阻害されて致死的なDNA切断が導入される。カンプトテシン系のTopI阻害剤はTopI-DNAと三者複合体を形成し、またその平面的構造のゆえに切断部位に隣接する塩基対の間にスタッキングする。正常細胞はこうして安定化された複合体を除去して細胞死を防ぐ、複数のDNAチェックポイント機構を備えている。しかしがん細胞ではこうしたチェックポイントは一般的に不活化されており、そのためTopI阻害剤に対して選択的に感受性を示すこととなる。インデノイソキノリンやインドロカルバゾールなど非カンプトテシン系の薬剤もTopIと結合し、通常カンプトテシン耐性を付与している残基と水素結合を形成する。また、インデノイソキノリンやインドロカルバゾールはカンプトテシンとは異なりラクトン環が存在しないため、化学的安定性がより高く、生物学的pHでの加水分解が起こりにくい。

### 抗がん薬

#### カンプトテシン系
カンプトテシン（CPT）は、中国南部原産のカンレンボクCamptotheca acuminataから最初に得られた。カンプトテシンは1950年代末にアメリカ合衆国農務省（USDA）によって主導されたコルチゾン前駆体探索の過程で単離され、1960年代にCancer Chemotherapy National Service Center（CCNSC）のJohn Hartwellらのチームによってその抗がん効果の研究が行われた。1970年代、CPTの水溶性を高めるためにナトリウム塩に変換した誘導体を用いて臨床試験が行われたが、その毒性のため失敗に終わった。1985年、CPTの抗腫瘍活性がTopI阻害活性によるものであることが、HsiangらによるトポイソメラーゼDNA構造緩和アッセイから推測された。2000年Cushmanらは、CPTや非CPT型TopI阻害剤であるインデノイソキノリンを用いた実験ではDNAの巻き戻しは観察されないことから、これらの阻害剤がDNAへのインターカレーションと関係した機構で機能しているわけでないと考えた。この仮説は、X線結晶構造解析によってTopI阻害剤によるDNAへのインターカレーションが可視化されたことで反証された。
CPTの重要な構造的特徴は、平面型の五員環とラクトン環（E環）である。ラクトン環の存在によって薬剤の活性がもたらされていると考えられているが、一方で加水分解を受け機能を喪失しやすい構造でもある。CPTの発見は、現在FDAの承認を受けている3つの誘導体、トポテカン（TPT）、イリノテカン、ベロテカンの合成につながった。TPTは卵巣がんや小細胞肺がん（SCLC）の治療に広く用いられており、イリノテカンは結腸がんに有効であることが知られている。一般に、TPTはシクロホスファミド、ドキソルビシン、ビンクリスチンなどの薬剤と併用される。TPTの静注と経口投与は同様の応答と生存率を示す。さらに、TPTと放射線療法の併用は脳転移患者の生存率を改善する。ベロテカンはSCLCの治療に利用される。ギマテカン（gimatecan）やシラテカン（silatecan）など、いくつかのCPT誘導体の臨床試験が進行中である。

#### 非カンプトテシン系
多くのCPT誘導体が臨床的成功を収めている一方で、これらは長期にわたる点滴を必要とし、水溶性が低く、一時的な肝機能不全、重度の下痢、骨髄抑制といった多くの副作用が生じる。さらに、TopIのCPT抵抗性を高めることが示されている点変異の増加が観察されている。そのため、インデノイソキノリン、フェナントリジン、インドロカルバゾールという臨床的に重要な3種類の非CPT系阻害剤が現在FDAによって化学療法薬としての可能性が検討されている。中でも、インドロカルバゾールが最も有望である。これらの阻害剤はCPTと比較して、特有の利点が存在する。まず、これらはラクトンからなるE環を持たないため、化学的安定性がより高い。次に、インドロカルバゾールはCPTとは異なるDNA配列上のTopIを標的とする。そして、これらはCPTと比較して結合の可逆性が低い。そのため、TopI-阻害剤複合体の解離が起こりにくく、より短期間の点滴で済む可能性がある。現在、何種類かのインドロカルバゾールの臨床試験が行われている。インドロカルバゾール以外にも、topovale（ARC-111）は最も臨床開発が進展しているフェナントリジン系薬剤の1つである。この薬剤は大腸がんに対しては有望であるが、乳がんに対する効果は限定的である。
最初のインドロカルバゾール系のトポイソメラーゼ阻害剤であるBE-13793Cは、1991年に発見された。この化合物はStreptomyces mobaraensisに類似したストレプトマイセス科の1種によって産生され、DNA緩和アッセイによってTopIとTopIIの双方を阻害することが明らかにされた。そのすぐ後に、TopIに対する特異性を示すインドロカルバゾール系化合物が発見された。
最初のインデノイソキノリン系薬剤であるindeno[1,2-c]isoquinoline（NSC 314622）は、トポイソメラーゼ阻害薬とは異なる抗がん薬であるニチジンクロリドを合成する試みから偶然に作製された。インデノイソキノリンの抗がん活性に関する研究は、1990年代後半にCPT系薬剤の代替薬への関心が高まるにつれて盛んになった。2015年時点では、indeno[1,2-c]isoquinoline誘導体であるindotecan（LMP-400）やindimitecan（LMP-776）が再発性の固形腫瘍やリンパ腫に対する第1相臨床試験が行われている。

## トポイソメラーゼII阻害薬

### 機構
TopIIはホモ二量体を形成し、二本鎖DNAを切断してDNA鎖を巻き戻し、再ライゲーションすることで機能する。TopIIは細胞増殖に必要であり、がん細胞に豊富に存在するため、TopII阻害剤は効果的な抗がん治療薬となる。さらに、キノロン、フルオロキノロン、クマリンなど一部の阻害剤は細菌のTopII（トポイソメラーゼIVやDNAジャイレース）にのみ特異的に作用するため、効果的な抗菌薬となる。その用途に関わらず、TopII阻害薬はcatalytic inhibitor（触媒阻害型）またはpoison（トポ毒型）のいずれかに分類される。触媒阻害型はTopIIのN末端のATPアーゼドメインに結合し、切断されたDNA鎖がTopII二量体から放出される過程を阻害する。こうした阻害剤の作用機序は多様である。一例として、ICRF-187は真核生物のTopIIのN末端のATPアーゼドメインに非競合的に結合するのに対し、クマリンはジャイレースのBサブユニットのATPアーゼドメインに競合的に結合する。一方、トポ毒型は共有結合型TopII-DNA切断複合体形成の促進、または切断鎖の再ライゲーションの阻害によって、致死的なDNA鎖切断を生み出す。ドキソルビシンなど一部のトポ毒は、TopII-DNA中間体に隣接する塩基対の間にインターカレーションすることが提唱されている。エトポシドなど他の薬剤は、TopIIの特定の残基と相互作用し、TopII-DNA中間体と安定な三者複合体を形成する。

### 抗菌薬
抗菌薬として機能するTopII阻害薬の主要なグループとして、アミノクマリンとキノロンがある。

#### アミノクマリン系
ノボビオシンやクーママイシンなどのクマリン類はストレプトマイセス属の生物から得られた天然物であり、細菌のDNAジャイレースを標的とする。機構としては、阻害薬はジャイレースのBサブユニット（gyrB）に結合し、ATPアーゼ活性を阻害する。薬剤によって、DNA超らせんの形成に必要なATPへの親和性が低下した、安定なコンフォメーションが形成される。薬剤は競合的阻害剤として機能すると考えられており、そのためATPは高濃度では薬剤の効果に打ち勝つ。こうした古典的なクマリン類の欠点の1つとしてはgyrBの変異によって抗菌薬耐性が生まれることが挙げられ、その結果、阻害剤の結合と細胞死誘導活性が低下する。

#### キノロン系
キノロンはヒトの細菌感染症に対して最も広く用いられている抗菌薬の1つであり、尿路感染症、皮膚感染症、性感染症、結核や一部の炭疽菌感染などの治療に利用される。キノロンの効力は染色体断片化によるものであると考えられており、活性酸素種の蓄積によってアポトーシスが引き起こされる。キノロン系の薬剤は四世代に分けられる。
1. 第一世代: ナリジクス酸[11]
2. 第二世代: シノキサシン（英語版）、ノルフロキサシン（英語版）、シプロフロキサシン[11]
3. 第三世代: レボフロキサシン、スパルフロキサシン（英語版）[11]
4. 第四世代: モキシフロキサシン[11]

キノロン系の最初の薬剤は、1962年にスターリングドラッグ（現・サノフィ）のGeorge Lesherらによって、抗マラリア薬であるクロロキンの製造時に収集された不純物として発見された。この不純物からはナリジクス酸が開発され、1964年に臨床使用が可能となった。その新規構造と作用機序に加え、ナリジクス酸はグラム陰性菌に対して活性があり、経口投与可能であり、合成法が比較的単純であるため、有望であると考えられた。こうした特徴にもかかわらず、その活性のスペクトルは狭く、尿路感染症の治療にのみ用いられた。フッ素が付加されているためフルオロキノロンに分類される新世代の薬剤は、メチルピペラジンによってジャイレースへの標的化が改善された。フッ素への置換はキノロン環の電子密度を変化させ、TopIIによって切断されたDNAへのインターカレーション時の塩基スタッキングを補助していると考えられている。フルオロキノロンに分類される薬剤として最初に開発されたノルフロキサシンは、1978年に杏林製薬の古賀らによって発見された。この薬剤は標準的なキノロンよりもグラム陰性菌に対する効力が高く、一部のグラム陽性菌に対しても効果を示した。一方、血清中濃度や組織への透過性が乏しいことが明らかとなり、抗菌スペクトルがより優れたシプロフロキサシンが開発されたことで取って代わられた。フルオロキノロンは広範囲の微生物に対して効力を有することが示されており、第三・第四世代の薬剤の一部は抗グラム陽性菌活性と抗嫌気性菌活性の双方を有する。
現在、アメリカ食品医薬品局（FDA）は7種類の新世代型フルオロキノロン（モキシフロキサシン、デラフロキサシン、シプロフロキサシン、徐放性シプロフロキサシン、ゲミフロキサシン、レボフロキサシン、オフロキサシン）に対する最新の安全情報を提供している。これら新世代型フルオロキノロンは、低血糖症や高血圧のほか、不穏（アジテーション）、神経過敏、記憶障害、幻覚などメンタルヘルスへの影響を引き起こす場合があることが知られている。
キノロンは抗菌薬として成功を収めているが、その効果は小変異の蓄積や、薬剤を細胞外へ排出する多剤排出機構による制限を受ける。特に、より分子量が小さいキノロンは大腸菌Escherichia coliや黄色ブドウ球菌Staphylococcus aureusの多剤排出ポンプに高い親和性で結合することが示されている。キノロンはTopIIを標的とするが、生物やキノロンの種類によってはTopIVも阻害される。さらに、gyrBの変異によって三次構造の一部喪失が引き起こされ、キノロン系薬剤に対する耐性が生じると考えられている。
キノロン系薬剤の作用機序としては、各DNAジャイレース-DNA複合体に対して4分子のキノロンが互いに疎水的相互作用によって結合し、引き離されたDNAの一本鎖断片の塩基と水素結合を形成するというモデルが1989年にShenらによって提唱された。Shenらの仮説は、キノロンが弛緩した二本鎖DNAと比較して一本鎖DNAに対してより強力かつ部位特異的に結合するという観察に基づいていた。Shenらのモデルの修正版は2000年代後半まで可能性の高い機序であると考えられていたが、X線結晶構造解析に基づいたTopII-DNA-阻害剤複合体の安定な中間体のモデルが2009年に報告されてこの仮説は反証された。この新たなモデルでは、Leoらによって2005年に提唱された仮説と同じく、TopIIによって形成された2か所のDNAニック部位に2分子のキノロンがインターカレーションしていることが示唆された。

### 抗がん薬
TopII阻害薬には、トポ毒型と触媒阻害型という主に2種類がある。トポ毒型の阻害薬は、共有結合を形成したDNA-TopII複合体の濃度を高める。トポ毒はさらに、インターカレーション型と非インターカレーション型に分類される。

#### インターカレーション型トポ毒
医療で最も広く利用されているインターカレーション型トポ毒の1つであるアントラサイクリンファミリーは、多様な誘導体によってさまざまながんの治療に利用することができ、また他の化学療法薬と併用して処方されることが多い。
最初のアントラサイクリン系阻害剤は、1960年代にStreptomyces peucetiusから単離された。アントラサイクリンは4つの環構造のコアから構成され、中央の2つはキノンとヒドロキノンである。ヒドロキノンに隣接する環には2つの置換基、ダウノサミンとさまざまな側鎖を持つカルボニルが結合している。現在、主に4種類のアントラサイクリンが医学的用途で用いられている。
1. ドキソルビシン
2. ダウノルビシン（ドキソルビシン前駆体）
3. エピルビシン（ドキソルビシン立体異性体）
4. イダルビシン（ダウノルビシン誘導体）[65]

イダルビシンはダウノルビシンやドキソルビシンよりも極性基が少ないため脂溶性が高く、細胞膜をより容易に透過する。ドキソルビシンはイダルビシンにはないヒドロキシル基とメトキシ基を有し、リン脂質膜の表面で水素結合による自己凝集体を形成し、細胞移行能がさらに低下している。
こうした阻害薬は成功を収めているが、インターカレーション型のトポ毒には、小さな化合物では十分な効果が得られない、アントラサイクリンには膜損傷や酸素フリーラジカルの産生による二次がんといった有害作用、うっ血性心不全のリスク、といったいくつかの欠点があることが示されている。ドキソルビシンやその他のアントラサイクリン系薬剤の使用と関係した有害な酸素フリーラジカルの産生は、その一部はオキシドレダクターゼによってキノン部分に生じる酸化還元反応によるものであり、スーパーオキシドアニオン、過酸化水素、ヒドロキシルラジカルの形成が引き起こされる。NADHデヒドロゲナーゼを含むミトコンドリアの電子伝達系は、こうした酸化還元反応を引き起こす因子の1つとなっている可能性がある。こうした相互作用によって産生される活性酸素種は、プロテインキナーゼA、プロテインキナーゼC、そして心筋細胞のカルシウムチャネルの制御に重要なカルシウム/カルモジュリン依存性プロテインキナーゼII（CaMKII）を利用するシグナル伝達経路に干渉する場合がある。

#### 非インターカレーション型トポ毒
TopIIを標的としたトポ毒の他のグループとして、非インターカレーション型のトポ毒がある。このカテゴリの主要な阻害薬はエトポシドとテニポシドである。こうした非インターカレーション型トポ毒はDNA上の細菌型TopIIを特異的に標的化し、転写や複製を遮断する。非インターカレーション型トポ毒はTopII-DNA共有結合型複合体の固定に重要な役割を果たしている。エピポドフィロトキシンの半合成誘導体であるエトポシドは、こうしたアポトーシス機構の研究に広く利用されている。
エトポシドとテニポシドはどちらもポドフィロトキシンの半合成誘導体であり、TopII活性を阻害することで機能する重要な抗がん薬である。エトポシドはミヤオソウ属のポドフィルムPodophyllum peltatumの抽出物から合成される。ポドフィロトキシンは紡錘体毒であり、微小管重合を遮断することで有糸分裂の阻害を引き起こす。それに関連してエトポシドは、DNAやTopIIとの相互作用もしくはフリーラジカルの産生によってDNA鎖の切断を引き起こし、細胞周期の進行を有糸分裂前の段階（S期終盤からG2期）で阻害する。エトポシドは、小細胞肺がん（SCLC）、精巣がん、悪性リンパ腫に対して最も効果の高い薬剤のうちの1つであることが示されている。また、小細胞気管支がん、胚細胞腫瘍、急性骨髄性白血病、ホジキンリンパ腫、非ホジキンリンパ腫に対しても大きな治療効果を示す場合があることが研究から示されている。エトポシドの用量制限毒性は骨髄抑制（白血球減少）であり、推奨投与量患者の約20–30%で脱毛や消化管毒性（吐き気、嘔吐、口内炎）が生じる。こうした副作用にもかかわらず、エトポシドは多くの疾患で効果を示し、これらのがん関連疾患に対する併用化学療法レジメンで利用されている。
同様に、テニポシドも白血病治療に有用な薬剤である。テニポシドはエトポシドと非常に類似した機能を果たし、どちらも細胞周期のS期終盤からG2期序盤に特異的に作用する。テニポシドはエトポシドよりもタンパク質結合性が高く、細胞への取り込み、効力、結合親和性が高い。テニポシドはエトポシドと類似した軽度の血液毒性を示す。SCLC脳転移患者の治療予後は、生存率・改善率ともに低いものであった。

#### 変異
TopIIトポ毒の機能に関して完全な理解が得られているわけではないが、インターカレーション型と非インターカレーション型では構造的特異性に差異が存在する証拠が得られている。これら2つの分類間では、生物学的活性、ならびにTopII-DNA共有結合複合体の形成における役割に差異がみられることが知られており、その差異は各分子の発色団構造とDNA塩基対との間の相互作用の差異によるものである。構造的特異性の差異の結果として抗菌剤の化学増幅作用にはわずかな差異がみられ、患者における臨床的活性にも差異が生じる。
構造的特異性は異なる一方で、どちらも抗がん剤抵抗性を引き起こす変異が存在している点は共通している。インターカレーション型に関しては、アントラサイクリンファミリーで再発性体細胞変異が発見されており、DNMT3Aのアルギニン882番（DNMT3AR882）に最も高頻度で変異がみられることが研究から示されている。この変異は急性骨髄性白血病（AML）患者に影響を与え、当初は化学療法に応答するものの、後に再発が引き起こされることとなる。DNMT3AR882変異細胞の長期生存によって造血幹細胞の増幅が引き起こされ、アントラサイクリン治療に対する抵抗性が促進される。
非インターカレーション型トポ毒に対して生じる特異的変異に関する研究は十分には行われていないが、一部の研究ではヒト白血病細胞（HL-60）におけるエトポシド抵抗性に関するデータが得られている。エピポドフィロトキシンやアントラサイクリンに対する腫瘍細胞抵抗性にはTopII活性の変化や薬剤蓄積の低下が影響を及ぼしていることが報告されており、TopIIの活性レベルが薬剤感受性の重要な決定因子となることが提唱されている。また、HL-60細胞をカルシウムキレート剤（BAPTAアセトキシメチルエステル）処理した際のTopIIの高リン酸化によって、エトポシドによるTopII-DNA切断複合体形成が1/2以下に低下することが示されている。このことから、HL-60細胞のエトポシド抵抗性にTopIIの高リン酸化が関係している可能性が示唆されている。また、エトポシド、アムサクリン（mAMSA）抵抗性細胞株ではTopIIαのmRNAに変異や欠失が生じていることが示されている。これらの細胞では、TopIIα活性は低下し、多剤耐性関連タンパク質（MRP）の発現と濃度が上昇している。その結果、エトポシドやその他のTopIIトポ毒の細胞内標的が減少する。さらに、抵抗性細胞のTopIIαのリン酸化レベルは親細胞と比較して高い。他の研究データも同様の傾向を示しており、エトポシド耐性細胞ではTopIIが高リン酸化状態となっており、またTopIIαにS861F変異が生じていることが報告されている。

#### 触媒阻害型
一般的な触媒阻害型の阻害剤としてはビスジオキソピペラジン（bisdioxopiperazine）系化合物が挙げられ、これらはTopIIトポ毒に対して競合的に作用する場合もある。これらは細胞内の酵素を標的とし、DNA複製などの遺伝的過程や染色体のダイナミクスを阻害する。これらの触媒毒はATPアーゼやDNA鎖の通路に干渉することで、共有結合型中間体複合体の安定化をもたらす。こうした独特な機能のため、ビス(2,6-ジオキソピペラジン)によって抗腫瘍性抗生物質の心毒性の問題が解消される可能性が示唆されている。また、非臨床段階や臨床段階において、ビス(2,6-ジオキソピペラジン)はTopIIトポ毒の副作用の低減にも利用されている。TopIIを標的とする触媒阻害剤には、デクスラゾキサン、ノボビオシン、メルバロン（merbarone）、アクラルビシンなどがある。
デクスラゾキサンはICRF-187という名称でも知られ、がん患者に対してはアントラサイクリンによる心毒性やアントラサイクリンの血管外漏出後の組織損傷の防止に対して臨床使用が承認されている。デクスラゾキサンはTopIIを阻害し、鉄恒常性の調節に影響を与えることで機能する。デクスラゾキサンは、鉄キレート作用、化学療法保護作用、心保護作用、抗腫瘍作用を有するビスジオキソピペラジンである。
ノボビオシンはカトマイシン（cathomycin）、アルバマイシン（albamycin）、ストレプトニビシン（streptonivicin）などの名称でも知られるアミノクマリン系抗菌薬であり、DNAジャイレースに結合してATPアーゼ活性を阻害することで機能する。ノボビオシンは競合阻害剤として作用し、Hsp90とTopIIを特異的に阻害する。ノボビオシンは転移性乳がん、非小細胞肺がんに対する臨床試験が行われており、ナリジクス酸の併用による乾癬の治療の試験も行われている。また、グラム陽性菌感染に対する治療薬として常用されている。

## WRNの発現欠乏との合成致死性
11組織のヒト原発腫瘍630試料の解析からは、WRN遺伝子プロモーターのCpGアイランドの高メチル化（とWRNタンパク質発現の喪失）が腫瘍発生における一般的なイベントとなっていることが示されている。WRNは大腸がんと非小細胞肺がんの約38%、胃がん、前立腺がん、乳がん、非ホジキンリンパ腫、軟骨肉腫の約20%で抑制がみられ、その他のがんでも有意に抑制がみられた。WRNタンパク質は相同組換えによるDNA修復に重要なヘリカーゼであり、非相同末端結合や塩基除去修復過程にも関与している。
トポイソメラーゼ阻害薬イリノテカンによる治療を受けた大腸がん患者に対して、長期間の臨床経過観察を伴う後ろ向き研究が行われている。この研究では、45人の患者ではWRN遺伝子プロモーターが高メチル化されており、43人の患者はメチル化されていなかった。イリノテカンはWRNプロモーターがメチル化されていない患者（20.7か月生存）よりも高メチル化された患者（39.4か月生存）に対してより大きな効果を示した。このように、トポイソメラーゼ阻害薬はWRNの発現欠損との合成致死性を示すようである。その後の評価においても、WRNの発現欠損とトポイソメラーゼ阻害薬との合成致死性が示されている。

## 関連文献
- “Novel indenoisoquinolines NSC 725776 and NSC 724998 produce persistent topoisomerase I cleavage complexes and overcome multidrug resistance”. Cancer Res. 67 (21):  10397–405. (Nov 2007). doi:10.1158/0008-5472.can-07-0938. PMID 17974983.
- “Bisindenoisoquinoline bis-1,3-{(5,6-dihydro-5,11-diketo-11H-indeno[1,2-c]isoquinoline)-6-propylamino}propane bis(trifluoroacetate) (NSC 727357), a DNA intercalator and topoisomerase inhibitor with antitumor activity”. Mol. Pharmacol. 70 (3):  1109–1120. (2006). doi:10.1124/mol.106.024372. PMID 16798938.
- “Cellular topoisomerase I inhibition and antiproliferative activity by MJ-III-65 (NSC 706744), an indenoisoquinoline topoisomerase I poison”. Mol. Pharmacol. 67 (2):  523–30. (Feb 2005). doi:10.1124/mol.104.003889. PMID 15531731.
- “Differential induction of topoisomerase I-DNA cleavage complexes by the indenoisoquinoline MJ-III-65 (NSC 706744) and camptothecin: base sequence analysis and activity against camptothecin-resistant topoisomerases I.”. Cancer Res. 63 (21):  7428–35. (Nov 2003). PMID 14612542.
- “Activity of indenoisoquinolines against African trypanosomes”. Antimicrob. Agents Chemother. 53 (1):  123–8. (Jan 2009). doi:10.1128/aac.00650-07. PMC 2612167. PMID 18824603.
- “Topoisomerase II inactivation prevents the completion of DNA replication in budding yeast”. Molecular Cell 30 (6):  790–802. (Jun 2008). doi:10.1016/j.molcel.2008.04.019. PMID 18570880.
- “Topoisomerase levels determine chemotherapy response in vitro and in vivo”. Proc. Natl. Acad. Sci. USA 105 (26):  9053–8. (Jul 2008). Bibcode: 2008PNAS..105.9053B. doi:10.1073/pnas.0803513105. PMC 2435590. PMID 18574145.
- “Design, docking, and synthesis of novel indeno[1,2-c]isoquinolines for the development of antitumor agents as topoisomerase I inhibitors”. Bioorg. Med. Chem. Lett. 17 (13):  3531–4. (Jul 2007). doi:10.1016/j.bmcl.2007.04.064. PMID 17498951.
- “Synthesis and biological evaluation of 14-(aminoalkyl-aminomethyl)aromathecins as topoisomerase I inhibitors: investigating the hypothesis of shared structure-activity relationships”. Bioorg. Med. Chem. 17 (20):  7145–55. (Oct 2009). doi:10.1016/j.bmc.2009.08.066. PMC 2769207. PMID 19783447.
- “The structure-activity relationships of A-ring-substituted aromathecin topoisomerase I inhibitors strongly support a camptothecin-like binding mode”. Bioorg. Med. Chem. 18 (15):  5535–52. (Aug 2010). doi:10.1016/j.bmc.2010.06.040. PMC 2911012. PMID 20630766.
- “Design, synthesis, and biological evaluation of 14-substituted aromathecins as Topoisomerase I inhibitors”. J. Med. Chem. 51 (15):  4609–19. (Aug 2008). doi:10.1021/jm800259e. PMC 2538619. PMID 18630891.
- “Synthesis of new indeno[1,2-c]isoquinolines: cytotoxic non-camptothecin topoisomerase I inhibitors”. J. Med. Chem. 43 (20):  3688–98. (Oct 2000). doi:10.1021/jm000029d. PMID 11020283.
- “Liquid chromatography-tandem mass spectrometric assay for the quantitation in human plasma of the novel indenoisoquinoline topoisomerase I inhibitors, NSC 743400 and NSC 725776”. J. Pharm. Biomed. Anal. 52 (5):  714–20. (Sep 2010). doi:10.1016/j.jpba.2010.02.020. PMC 2865235. PMID 20236781.
- “Synthesis and mechanism of action studies of a series of norindenoisoquinoline topoisomerase I poisons reveal an inhibitor with a flipped orientation in the ternary DNA-enzyme-inhibitor complex as determined by X-ray crystallographic analysis”. J. Med. Chem. 48 (15):  4803–14. (2005). doi:10.1021/jm050076b. PMID 16033260.
- “Development of a validated immunofluorescence assay for yH2AX as a pharmacodynamic marker of topoisomerase I inhibitor activity”. Clin. Cancer Res. 16 (22):  5447–57. (Nov 2010). doi:10.1158/1078-0432.ccr-09-3076. PMC 2982895. PMID 20924131.
- “Design, synthesis, and evaluation of dibenzo[c,h[1,6]naphthyridines as topoisomerase I inhibitors and potential anticancer agents”]. J. Med. Chem. 53 (24):  8716–26. (Dec 2010). doi:10.1021/jm101048k. PMC 3064471. PMID 21090809.
- “A novel norindenoisoquinoline structure reveals a common interfacial inhibitor paradigm for ternary trapping of topoisomerase I-DNA covalent complexes”. Mol. Cancer Ther. 5 (2):  287–95. (Feb 2006). doi:10.1158/1535-7163.mct-05-0456. PMC 2860177. PMID 16505102.
- “Optimization of the indenone ring of indenoisoquinoline topoisomerase I inhibitors”. J. Med. Chem. 50 (18):  4388–404. (Sep 2007). doi:10.1021/jm070307+. PMID 17676830.
- “Nitrated indenoisoquinolines as topoisomerase I inhibitors: a systematic study and optimization”. J. Med. Chem. 50 (18):  4419–30. (Sep 2007). doi:10.1021/jm070361q. PMID 17696418.
- “Evaluation of indenoisoquinoline topoisomerase I inhibitors using a hollow fiber assay”. Bioorg. Med. Chem. Lett. 16 (16):  4395–9. (Aug 2006). doi:10.1016/j.bmcl.2006.05.048. PMID 16750365.
- “Synthesis and biological evaluation of bisindenoisoquinolines as topoisomerase I inhibitors”. J. Med. Chem. 49 (17):  5129–40. (Aug 2006). doi:10.1021/jm060046o. PMID 16913702.
- “Design, synthesis, and biological evaluation of indenoisoquinoline topoisomerase I inhibitors featuring polyamine side chains on the lactam nitrogen”. J. Med. Chem. 46 (26):  5712–24. (2003). doi:10.1021/jm030313f. PMID 14667224.
- “Topoisomerase I levels in the NCI-60 cancer cell line panel determined by validated ELISA and microarray analysis and correlation with indenoisoquinoline sensitivity”. Mol. Cancer Ther. 8 (7):  1878–84. (Jul 2009). doi:10.1158/1535-7163.mct-09-0016. PMC 2728499. PMID 19584232.
- “The indenoisoquinoline noncamptothecin topoisomerase I inhibitors: update and perspectives”. Mol. Cancer Ther. 8 (5):  1008–14. (May 2009). doi:10.1158/1535-7163.mct-08-0706. PMC 2888777. PMID 19383846.
- “DNA topoisomerases and their poisoning by anticancer and antibacterial drugs”. Chem. Biol. 17 (5):  421–33. (May 2010). doi:10.1016/j.chembiol.2010.04.012. PMC 7316379. PMID 20534341.
- Pommier Y (Jul 2009). “DNA topoisomerase I inhibitors: chemistry, biology, and interfacial inhibition”. Chem. Rev. 109 (7):  2894–902. doi:10.1021/cr900097c. PMC 2707511. PMID 19476377.
- Pommier Y (2006). “Topoisomerase I inhibitors: camptothecins and beyond”. Nat. Rev. Cancer 6 (10):  789–802. doi:10.1038/nrc1977. PMID 16990856.
- Pommier Y (2004). “Camptothecins and topoisomerase I: a foot in the door. Targeting the genome beyond topoisomerase I with camptothecins and novel anticancer drugs: importance of DNA replication, repair and cell cycle checkpoints”. Curr. Med. Chem. Anti-Cancer Agents 4 (5):  429–34. doi:10.2174/1568011043352777. PMID 15379698.
- “Structure-based design, synthesis, and biological studies of new anticancer norindenoisoquinoline topoisomerase I inhibitors”. J. Med. Chem. 53 (5):  1979–89. (Mar 2010). doi:10.1021/jm901649x. PMC 2838169. PMID 20155916.
- “Topoisomerase I requirement for death receptor-induced apoptotic nuclear fission”. J. Biol. Chem. 283 (34):  23200–8. (Aug 2008). doi:10.1074/jbc.m801146200. PMC 2516995. PMID 18556653.
- “Structures of three classes of anticancer agents bound to the human topoisomerase I-DNA covalent complex”. J. Med. Chem. 48 (7):  2336–45. (Apr 2005). doi:10.1021/jm049146p. PMID 15801827.
- Teicher BA (2008). “Next generation topoisomerase I inhibitors: rationale and biomarker strategies”. Biochem. Pharmacol. 75 (6):  1262–71. doi:10.1016/j.bcp.2007.10.016. PMID 18061144.
- “Synthesis and antiproliferative evaluation of certain indeno[1,2-c]quinoline derivatives”. Bioorg. Med. Chem. 16 (6):  3153–62. (2008). doi:10.1016/j.bmc.2007.12.028. PMID 18180162.
- “Topoisomerase I suppresses genomic instability by preventing interference between replication and transcription”. Nat. Cell Biol. 11 (11):  1315–24. (Nov 2009). doi:10.1038/ncb1984. PMC 2912930. PMID 19838172.
- Van HT, Le QM, Lee KY, Lee ES, Kwon Y, Kim TS, Le TN, Lee SH, Cho WJ (Nov 2007). “Convenient synthesis of indeno[1,2-c]isoquinolines as constrained forms of 3-arylisoquinolines and docking study of a topoisomerase I inhibitor into DNA-topoisomerase I complex”. Bioorg Med Chem Lett 17 (21):  5763–7. doi:10.1016/j.bmcl.2007.08.062. PMID 17827007.
- Nagarajan M.; Morrell A.; Ioanoviciu A.; Antony S.; Kohlhagen G.; Hollingshead M.; Pommier Y.; Cushman M. (2006). “Synthesis and Evaluation of Indenoisoquinoline Topoisomerase I Inhibitors Substituted with Nitrogen Heterocycles”. J. Med. Chem. 49 (21):  6283–6289. doi:10.1021/jm060564z. PMC 2526314. PMID 17034134.